# تپه قلعه کتی
تپه قلعه کتی مربوط به عصر آهن است و در شهرستان بابلسر، بخش رودبست، دهستان پازوار، روستای پایین احمد کلا واقع شده و این اثر در تاریخ ۲۶ اسفند ۱۳۸۶ با شمارهٔ ثبت ۲۲۰۰۸ به‌عنوان یکی از آثار ملی ایران به ثبت رسیده‌است.